# سراغة بالي
سراغة بالي (باللاتينية: Crepis balliana) نوع نباتي يتبع جنس السراغة من الفصيلة النجمية.

## الموئل والانتشار
موطنها المغرب العربي.